# Vidángoz
Vidángoz (baskiska: Bidankoze, officiellt namn: Vidángoz/Bidankoze) är en ort och kommun i den autonoma regionen Navarra i norra Spanien. Orten ligger i Pyrenéerna, cirka 51,5 kilometer öster om Pamplona. Kommunen har 76 invånare (2024), på en yta av 39,70 km².